# 바이허라무 아부두와이리
바이허라무 아부두와이리(중국어: 拜合拉木·阿卜杜外力, 병음: Bàihélāmù Ābǔdùwàilì, 한자음: 배합랍목·아복두외력), 또는 베흐람 압두웨리(위구르어: بەھرام ئابدۇۋەلى‎, 2003년 3월 8일~)는 중화인민공화국의 축구 선수로 포지션은 공격수이다. 위구르족으로 현재 중국 슈퍼리그의 선전 신 펑청 FC와 중국 축구 국가대표팀에서 활동하고 있다.

## 구단 경력
2003년 중화인민공화국 신장 위구르 자치구에서 태어난 바이허라무는 2015년 전국 청소년 축구 대회(중국어: 全国青少年足球比赛)에 참가하여 5경기에서 9득점을 기록하며 대회 득점왕을 차지했고 대회 이후 네이멍구 성러 멍양(중국어: 内蒙古盛乐蒙羊)에 입단하며 축구 선수 경력을 시작했다.
바이허라무는 2021년 10월 중국 슈퍼리그의 산둥 타이산으로 이적했다. 그는 코로나19 범유행과 코로나19 감염으로 인해 출전할 수 없게 된 산둥 타이산 1군 선수들을 대체하여 2022년 AFC 챔피언스리그에 참가하는 산둥 타이산 선수 명단에 포함되었다. 그는 2022년 4월 15일 산둥 타이산이 대구 FC에 7대 0으로 패배한 2022년 AFC 챔피언스리그 조별 리그 F조 1차전에서 아시아 챔피언스리그 데뷔전을 가졌다.

## 국가대표팀 경력
바이허라무 아부두와이리는 중국 U-18 축구 국가대표팀과 중국 U-19 축구 국가대표팀에 소집되어 두 대표팀에서 활동했다. 그는 중국 U-20 축구 국가대표팀에서의 첫 2경기에서 3득점을 기록했고 2023년 AFC U-20 아시안컵에 출전하는 중국 U-20 대표팀 명단에 포함되었다.
2024년 6월 6일 중국 축구 국가대표팀과 태국 축구 국가대표팀과의 2026년 FIFA 월드컵 아시아 지역 2차 예선에서 29분 가오톈이와 교체되어 경기장에 투입되며 중국 대표팀에 데뷔했고 중국 대표팀에 출전한 첫 번째 신장 위구르 자치구 출신 선수가 되었다.
2024년 10월 15일 중국 대표팀이 인도네시아 축구 국가대표팀에 2대 1로 승리한 2026년 FIFA 월드컵 아시아 지역 3차 예선 C조 경기에서 중국 대표팀에서의 첫 번째 득점을 기록하며 대표팀의 승리에 기여했고 중국 대표팀에서 득점을 기록한 첫 번째 신장 위구르 자치구 출신 선수 기록을 세웠다.

## 개인사
위구르족으로 이슬람교를 믿고 있다.

## 수상 내역
쓰촨 주뉴
- 중국 갑급리그: 2023

개인
- 중화인민공화국 골든 보이 (U-21): 2023[11]